# Gais 1995
Fotbollsklubben Gais spelade säsongen 1995 i division I södra, där man slutade tvåa. Man fick därmed kvala till Allsvenskan 1996, men förlorade dubbelmötet mot IFK Norrköping och fick stanna kvar i division I.
Anders Kiel blev intern skyttekung med sina 15 mål, medan Niclas Johansson blev årets Hedersmakrill.
I Svenska cupen 1995/1996 åkte Gais ut i omgång 2.

## Division I södra
Gais gjorde en mycket stabil säsong i söderettan, och spelade konstruktiv och rolig fotboll. Laget förlorade bara fyra matcher; den sista förlusten under säsongen kom den 7 augusti mot seriesegrarna IK Oddevold och Gais avslutade serien med hela elva matcher utan förlust. Det blev ändå en strid på kniven om andraplatsen med IF Elfsborg; i den sista omgången fick Gais bara oavgjort hemma mot Falkenbergs FF, men då redan klara seriesegrarna Oddevold samtidigt slog Elfsborg lyckades Gais hålla undan för boråsarna.

### Tabell
| Nr | Lag                 | S  | V  | O  | F  | GM | IM | MS  | P  |
| -- | ------------------- | -- | -- | -- | -- | -- | -- | --- | -- |
| 1  | IK Oddevold         | 26 | 17 | 3  | 6  | 59 | 29 | +30 | 54 |
| 2  | Gais                | 26 | 13 | 9  | 4  | 55 | 35 | +20 | 48 |
| 3  | IF Elfsborg         | 26 | 14 | 5  | 7  | 55 | 40 | +15 | 47 |
| 4  | Kalmar FF           | 26 | 12 | 6  | 8  | 60 | 45 | +15 | 42 |
| 5  | Ljungskile SK       | 26 | 10 | 9  | 7  | 42 | 35 | +7  | 39 |
| 6  | Gunnilse IS         | 26 | 9  | 7  | 10 | 40 | 36 | +4  | 34 |
| 7  | BK Häcken (N)       | 26 | 8  | 10 | 8  | 42 | 47 | −5  | 34 |
| 8  | IFK Hässleholm      | 26 | 10 | 4  | 12 | 48 | 65 | −17 | 34 |
| 9  | Falkenbergs FF (U)  | 26 | 9  | 6  | 11 | 35 | 36 | −1  | 33 |
| 10 | Stenungsunds IF     | 26 | 7  | 11 | 8  | 31 | 33 | −2  | 32 |
| 11 | Norrby IF (U)       | 26 | 9  | 4  | 13 | 37 | 40 | −3  | 31 |
| 12 | Myresjö IF (U)      | 26 | 8  | 6  | 12 | 37 | 50 | −13 | 30 |
| 13 | Skövde AIK (U)      | 26 | 6  | 5  | 15 | 43 | 58 | −15 | 23 |
| 14 | Landskrona BoIS (N) | 26 | 7  | 1  | 18 | 31 | 66 | −35 | 22 |

### Matcher
| Lag             | Hemma | Borta |
| --------------- | ----- | ----- |
| IK Oddevold     | 1–2   | 1–2   |
| IF Elfsborg     | 2–3   | 0–0   |
| Kalmar FF       | 1–1   | 3–2   |
| Ljungskile SK   | 1–1   | 1–1   |
| Gunnilse IS     | 1–0   | 2–2   |
| BK Häcken       | 2–1   | 0–0   |
| IFK Hässleholm  | 3–1   | 3–1   |
| Falkenbergs FF  | 1–1   | 1–3   |
| Stenungsunds IF | 4–3   | 3–0   |
| Norrby IF       | 0–0   | 3–1   |
| Myresjö IF      | 3–3   | 4–3   |
| Skövde AIK      | 5–0   | 3–2   |
| Landskrona BoIS | 3–2   | 4–0   |

### Spelarstatistik
| Spelare              | Matcher | Mål |
| -------------------- | ------- | --- |
| Niclas Johansson     | 26      | 12  |
| Anders Kiel          | 26      | 15  |
| Mårten Jonsson       | 25      | 3   |
| Michael Nymoen       | 25      | 5   |
| Stefan Berndtsson    | 25      | 5   |
| Robert Fernandez     | 24      | 3   |
| Anders Björk         | 24      | 4   |
| Tomas Jönsson        | 23      | 0   |
| Tinos Lappas         | 19      | 0   |
| Lars Ternström       | 18      | 1   |
| Dieter Nilsson       | 17      | 0   |
| Jethro Jackson       | 15      | 0   |
| Fredrik Leksell      | 15      | 2   |
| Sören Järelöv (mv)   | 13      | 0   |
| Håkan Eriksson (mv)  | 13      | 0   |
| Edmond Lutaj         | 13      | 2   |
| Christofer Andersson | 13      | 0   |
| Stefan Martinsen     | 10      | 2   |
| Daniel Eriksson      | 1       | 0   |
| Johan Flykt-Rosén    | 1       | 0   |

## Allsvenskt kval
I kvalet till Allsvenskan 1996 ställdes Gais mot IFK Norrköping, som dock vann dubbelmötet efter 1–1 i Göteborg och 1–0 i Norrköping.

## Svenska cupen
I Svenska cupen gick Gais in i första omgången, där man den 13 september 1995 bortaslog Alingsås IF med 1–3. I andra omgången, den 29 oktober 1995, förlorade man borta mot IFK Värnamo med 2–0 och var utslagna ur cupen.

### Webbkällor
- ”Historik 1995”. gais.nu. https://gais.nu/historik/historik/sfs/h95.htm. Läst 5 augusti 2024.